# Gotthilf Sebastian Rötger

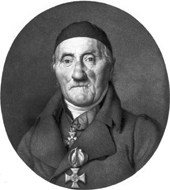
Gotthilf Sebastian Rötger

Gotthilf Sebastian Rötger (andere Schreibweise: Gotthelf, Spitzname: Vater Rötger) (* 5. Mai 1749 in Klein Germersleben; † 16. Mai 1831 in Magdeburg) war ein deutscher Pädagoge und Leiter des bekannten Pädagogiums am Kloster Unser Lieben Frauen.

## Leben
Gotthilf Rötger wurde als Sohn des Pfarrers von Klein Germersleben, Peter Rötger, und der Tochter des Rektors der Magdeburger Domschule, Margarethe Christine Rötger (geborene Müller) geboren. Zunächst besuchte er ab 1756 die Stadtschule in Neuhaldensleben, dann von 1765 bis 1767 als Alumne das Pädagogium des Klosters unser Lieben Frauen in Magdeburg. Hieran schloss sich bis 1770 ein Studium der evangelischen Theologie in Halle (Saale) bei Johann Georg Knapp, Johann August Nösselt und Johann Salomo Semler an. Der beim Studium auch an Kosmologie, Mathematik und Physik interessierte Rötger hielt eine erste Probepredigt in Wörbzig bei Köthen.
Rötger entschied sich jedoch gegen eine religiöse Tätigkeit, ging nach Magdeburg und nahm eine Anstellung als Hauslehrer an, die er 1770 und 1771 ausübte. 1771 wurde er Lehrer an seinem früheren Pädagogium und gehörte bereits 1772 dem Konvent an. Rötger wurde zu einem geachteten, der Aufklärung nahestehenden Pädagogen mit enormem organisatorischem Talent. Im Jahr 1774 wurde er Prokurator und Ende 1779 Propst des Klosters. In diesem Amt gehörte er den Landständen an, in deren engeren Ausschuss er ab 1781 mitwirkte. 1786 erfolgte seine Wahl als Deputierter zur Erstellung eines allgemeinen preußischen Gesetzbuches.
Als Propst vertrat er ein Leben in Toleranz, Menschlichkeit und Vernunft und setzte sich im Sinne einer humanistischen und bürgerlich-nationalen Erziehung ein. Nach anfänglichen Auseinandersetzungen gab es mehrfach Kontakte zum Schulreformer Johann Bernhard Basedow. Am Pädagogium führte er eine Vielzahl von Reformen und Neuerungen ein. Es entstand eine Schülerbibliothek, eine Naturalien- und eine Maschinenkammer. Auch führte er Zensuren ein. Ab 1793 gab er eine regelmäßige jährliche Publikation des Pädagogiums heraus.
Bereits 1780 hatte er die regelmäßigen Klosterbälle ins Leben gerufen. Es fanden auch regelmäßige Exkursionen zu von ihm angeregten botanischen Anpflanzungen in der zum Kloster gehörenden, sogenannten Kreuzhorstfeste, statt.
Im Jahr 1805 feierte Rötger sein 25-jähriges Dienstjubiläum als Propst. In diesem Zusammenhang wurden ihm eine Reihe weiterer Ämter übertragen. Er wurde Mitglied des Provinzialschulkollegium und der Generaldirektion des Zwangsarbeitshauses Groß Salze. Darüber hinaus übernahm er die Direktion der Magdeburger Freitische an der Universität Halle.
Rötger war auch Mitglied der sogenannten Mittwochsgesellschaft, einer literarischen Gesellschaft um Friedrich von Koepcken (1737–1811).
Der Einmarsch der französischen Armee in Magdeburg im Jahr 1806 verhinderte die Umsetzung von Plänen Rötgers zur Reformierung des Magdeburger niederen Schulwesens.
Auch unter der französischen Besatzung blieb Rötger einflussreich und konnte die Unabhängigkeit des Pädagogiums bewahren. 1806 wurde er Mitglied des Magdeburger Gemeinderates. Zwischen 1807 und 1813 wurde er darüber hinaus Arrondissements-Liquidator im Elbe-Department des in der Besatzungszeit gebildeten Königreichs Westphalen. Für dieses Departement wurde er auch in die Reichsstände des Königreichs Westphalen gewählt. 
Zu seinen Schülern in dieser Zeit gehörte auch der spätere Schriftsteller Carl Leberecht Immermann, der ihm später zu seinem 50. Dienstjubiläum ein Huldigungsgedicht sandte. Das Amt als Propst hatte Rötger bis 1830 und somit über einen Zeitraum von 50 Jahren inne. Rötger wohnte von 1779 bis 1831 im Haus Regierungsstraße 3 am Kloster in der Magdeburger Altstadt.
In seiner Amtszeit als Propst entwickelte sich das Pädagogium wieder zu einer überregional bedeutsamen Bildungsstätte.
Rötger war ein eifriger Sammler von Handschriften seiner Zeitgenossen. Seine Sammlung umfasste einige tausend Stücke, jedes Einzelne war sorgfältig mit Tinte in Rot bezeichnet. Seit etwa 1998 tauchen die Autografen im Handel auf.

## Ehrungen

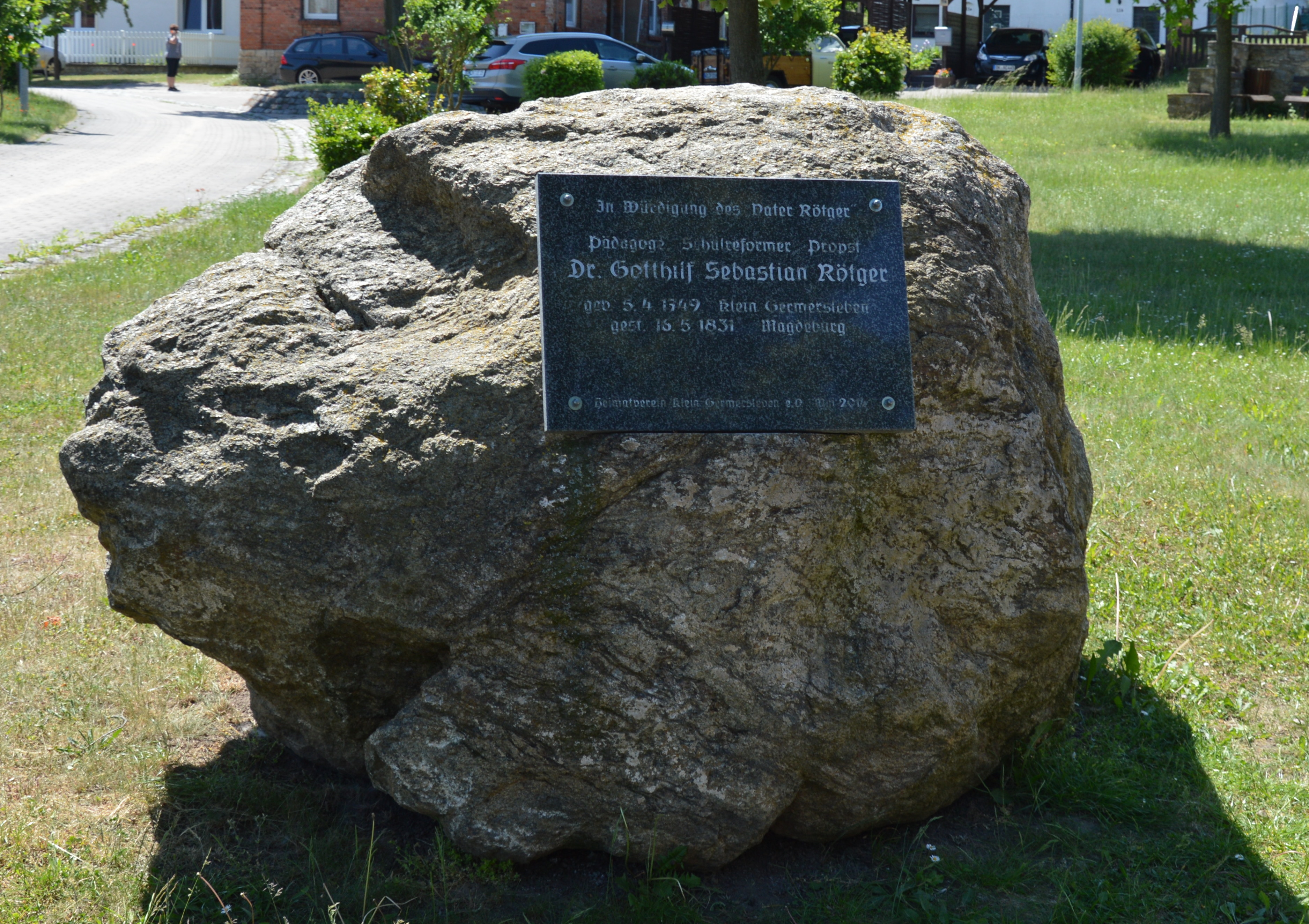
Gedenkstein in Klein Germersleben

Für den schon zu Lebzeiten geachteten Rötger fertigte Christian Friedrich Tieck im Auftrag der Stadt Magdeburg 1821 eine Marmorbüste, der Maler Carl Sieg schuf ein Gemälde. Die Universität Halle verlieh Rötger die theologische Ehrendoktorwürde. Die Stadt Magdeburg verlieh ihm, auch wegen seines Engagements im Bürger-Rettungs-Institut die silberne Bürgerkrone. Rötger war auch Ritter des Roter-Adler-Ordens 2. Klasse.
In späterer Zeit benannte die Stadt Magdeburg ihm zu Ehren eine Straße als Rötgerstraße. In seinem Geburtsort Klein Germersleben wurde nach ihm ein Platz benannt und ein Gedenkstein errichtet.

## Werke
- Briefe eines ganz unpartheyischen Kosmopoliten über das Dessauische Philanthropin, 1776
- Versuch einer kurz erzählten Magdeburgischen Reformations-Geschichte, 1782
- Ausführliche Nachricht von dem Pädagogium am Kloster Unser Lieben Frauen in Magdeburg, 1783
- Ueber Unterricht, Lehrmethode, Schulpolizey und Charakterbildung, 1791
- Billigkeitsgründe für die Vereinigung der Schulden aller Westphälischen Departements zu einer gesammten Reichs-Schuld, 1808
- Rückblicke in’s Leben, veranlaßt durch das Jubelfest des Herrn Kanzlers Dr. Niemeyer, 1827
- Ein Hundert Sinngedichte, 1828